# Caio Ferreira

Caio Ferreira (São Paulo, 07 de junho de 1988) é um  ilusionista brasileiro conhecido por misturar música clássica com técnicas de prestidigitação.
Premiado e reconhecido internacionalmente, conquistou por duas vezes consecutivas a medalha de ouro na categoria manipulação durante a maior competição do gênero na América Latina: o Campeonato Latino-Americano de ilusionismo organizado pela FLASOMA (FISM Latin America). 

## Biografia
Publicitário, Pós-Graduado em Discurso e Leitura de Imagem pela Ufscar, o artista é também pesquisador de diversos temas relacionados a comunicação, teatro e ilusionismo. Autor do primeiro trabalho acadêmico sobre artes mágicas publicado em um livro no Brasil 
Em 2014 e 2015 o ilusionista entrou em turnê com o espetáculo teatral "Caio Ferreira. A arte do ilusionismo" em diversos teatros do Estado de São Paulo apresentando grande sucesso de público.   Suas apresentações misturam humor, mágica e música instrumental com interpretações de grandes temas de Mozart, Chopin, Guerra Peixe, Rossini e Strauss. Com objetivo de promover maior integração cultural, o artista foi, também, o único ilusionista brasileiro convidado para atuar nas cidades do "Circuito SESC de Artes 2015" com o espetáculo de rua "Mágica Close-up". 
Classificado entre os dez melhores mágicos do mundo dentro de sua categoria, o ilusionista foi o único artista a representar o Brasil na categoria manipulação durante o Mundial de Mágica organizado pela FISM (Federação internacional de sociedades mágicas) em Rimini, Itália. 

## Prêmios
As premiações ocorreram dentro da categoria manipulação, principal especialidade do artista.
- 2008:  1° Lugar no MAGIC IN RIO (Festival internacional de Mágica do Rio de Janeiro) [8]
- 2009:  1° Lugar no Campeonato Latino-Americano de Ilusionismo (FLASOMA, Lima, Perú) [9]
- 2015:  1° lugar no Campeonato Latino-Americano de Ilusionismo (FLASOMA, Montevidéu, Uruguai) [10]